# Virslīga 2002
L'edizione 2002 della Virslīga fu la 11ª del massimo campionato lettone di calcio dalla ritrovata indipendenza e la 28ª con questa denominazione; vide la vittoria finale dello Skonto Rīga, giunto al suo undicesimo titolo.
Capocannoniere del torneo fu Mihails Miholaps (Skonto Rīga), con 23 reti.

## Stagione

### Novità
L'unica novità fu l'iscrizione dell'Auda, vincitore della 1. Līga 2001 al posto del retrocesso Zibens/Zemessardze.

### Formula
La formula rimase immutata: le otto squadre si incontrarono in due turni di andata e due di ritorno un totale di 28 incontri. Erano assegnati tre punti alla vittoria, un punto al pareggio e zero per la sconfitta.
La squadra ultima classificata retrocedeva in 1. Līga.

## Squadre partecipanti
| Club              | Città      | Stagione precedente     |
| ----------------- | ---------- | ----------------------- |
| Auda Ķekava       | Riga       | 1° in 1. Līga, promosso |
| Dinaburg          | Daugavpils | 4° in Virslīga          |
| Metalurgs Liepāja | Liepāja    | 3° in Virslīga          |
| PFK Daugava       | Riga       | 5° in Virslīga          |
| Rīga              | Riga       | 7° in Virslīga          |
| Skonto            | Riga       | Campione lettone        |
| Valmiera          | Valmiera   | 6° in Virslīga          |
| Ventspils         | Ventspils  | 2° in Virslīga          |

## Classifica finale
|                     | Pos. | Squadra           | Pt | G  | V  | N | P  | GF | GS | DR  |
| ------------------- | ---- | ----------------- | -- | -- | -- | - | -- | -- | -- | --- |
| Lettonia (bandiera) | 1.   | Skonto            | 73 | 28 | 23 | 4 | 1  | 95 | 19 | +76 |
|                     | 2.   | Ventspils         | 71 | 28 | 22 | 5 | 1  | 77 | 20 | +57 |
|                     | 3.   | Metalurgs Liepāja | 51 | 28 | 15 | 6 | 7  | 56 | 31 | +25 |
|                     | 4.   | Dinaburg          | 40 | 28 | 12 | 4 | 12 | 37 | 35 | +2  |
|                     | 5.   | Valmiera          | 24 | 28 | 6  | 6 | 16 | 26 | 54 | -28 |
|                     | 6.   | PFK Daugava       | 23 | 28 | 6  | 5 | 17 | 29 | 60 | -31 |
|                     | 7.   | Rīga              | 20 | 28 | 6  | 2 | 20 | 24 | 75 | -51 |
|                     | 8.   | Auda Ķekava       | 17 | 28 | 5  | 2 | 21 | 23 | 73 | -50 |

### Verdetti
- Skonto Rīga Campione di Lettonia 2002 e ammesso al primo turno preliminare di Champions League.
- Ventspils ammesso al Turno di qualificazione di Coppa UEFA come vincitore della Coppa di Lettonia 2003.
- Metalurgs Liepaja ammesso al Turno di qualificazione di Coppa UEFA.
- Dinaburg ammesso al primo turno di Coppa Intertoto 2003.
- Auda retrocesso in 1. Līga 2003, ma in seguito ripescato.

## Statistiche

### Classifica cannonieri
| Gol |  |  | Giocatore              | Squadra           |
| --- |  |  | ---------------------- | ----------------- |
| 23  |  |  | Mihails Miholaps       | Skonto            |
| 18  |  |  | Aleksandrs Katasonovs  | Metalurgs Liepāja |
| 17  |  |  | Vīts Rimkus            | Ventspils         |
| 16  |  |  | Jurijs Molotkovs       | Dinaburg          |
| 15  |  |  | Jevgēņijs Landirevs    | Ventspils         |
| 14  |  |  | Andrejs Butriks        | Ventspils         |
| 14  |  |  | Kristaps Grebis        | Metalurgs Liepāja |
| 12  |  |  | Viktors Dobrecovs      | Metalurgs Liepāja |
| 11  |  |  | Vladimirs Koļesņičenko | Skonto            |
| 9   |  |  | Māris Verpakovskis     | Skonto            |